# Batalla naval del Tajo
Durante la Guerra de Sucesión portuguesa la armada de Álvaro de Bazán, penetró en el estuario del río Tajo dónde se encontraba el grueso de la fuerza naval portuguesa que era adepta al pretendiente prior de Crato. Tras aplicar un durísimo bombardeo tanto a la flota enemiga cómo a las fortificaciones enemigas, logró rendir toda la escuadra portuguesa, quedando el poder naval de Prior de Crato completamente neutralizado.

## Antecedentes
Tras la muerte del rey Sebastián I de Portugal en la batalla de Alcazarquivir de 1578 sin herederos directos que le sucedieran, el trono de Portugal fue ocupado por su tío-abuelo el cardenal Enrique I de Portugal.  A la muerte de éste en enero de 1580, también sin herederos, sobrevino una crisis sucesoria en el país; mientras la regencia provisional del reino era asumida por un consejo de cinco gobernadores, la titularidad del trono fue disputada entre varios pretendientes, entre ellos Felipe II, que reclamó el treno portugués para sí mismo.
El 20 de junio de 1580 Antonio se autoproclamó rey en Santarén, con el apoyo popular. Inmediatamente comenzó a reclutar soldados para el ejército que habría de enfrentarse a los españoles, marchando hacia Lisboa.
En junio de 1580 el ejército español reunido por el rey Felipe II en Badajoz se preparó para entrar en Portugal por Elvas, con 35.000 hombres bajo el mando del capitán general Fernando Álvarez de Toledo y Pimentel, III duque de Alba de Tormes. 
El 31 de enero de 1580, Álvaro de Bazán recibió una carta de S. M. indicándole regresara a la bahía de Cádiz con su escuadra, como así lo hizo, al arribar se encontró con otra carta del Rey por ella debía viajar a la Corte para concertar la forma de tomar el país vecino. Una vez acordado con el Rey, éste le indicó se pusiera en contacto con el capitán general del ejército, no era otro que el Duque de Alba, III de su título, don Fernando Álvarez de Toledo y Pimentel, las conversaciones se realizaron en la población de Llerena, donde los dos concertaron con gran fijeza y puntualidad los objetivos a conquistar. Terminadas las conversaciones se puso en camino a la bahía de Cádiz.
Don Álvaro de Bazán zarpa de la bahía de Cádiz el 8 de julio con cincuenta y seis galeras, varios galeones y cuarenta y ocho barcones, chalupas y carabelas transportando en éstas todas la vituallas con rumbo a Setúbal, pero estando en rumbo pensó mejor era asegurar la retaguardia, por ello debía primero conquistar todo el Algarve, desembarcó en Faro, sin pelea se puso del lado del Rey de España, pasando a Lagos, donde ocurrió lo mismo, le siguió Portimao y al final Sagres, con esto conquistó todo el Algarve sin disparar un solo tiro, asegurando cada ciudad con una parte de sus tropas de guarnición en las distintas fortalezas.
Asegurada la zona continuó a Setúbal, al llegar la flota las tropas de Fernando Álvarez de Toledo y Pimentel estaban sitiando la fortaleza. Los portugueses contaban además con dos poderosos galeones, el San Mateo  y el San Antonio, al ver que se alargaba la conquista de la plaza enfiló sus galeras y tras ello abrió fuego sin cesar, esto desgastó la defensa de los portugueses, quienes se rindieron uniendo a su escuadra los dos galeones apresados, ahora solo le quedaba Lisboa, zarpando el 28 de julio. Pero como se había concertado entre ambos Generales, en las proximidades de la capital se embarcaron fuerzas del ejército del Duque, zarpando definitivamente a la toma de la capital, arribando a las cercanías de Cascaes donde desembarcó parte de las tropas, haciéndose a la mar de nuevo con rumbo directo a la desembocadura del río Tajo el 25 de agosto.

## La batalla
Llegó con su escuadra a la ciudad el día 28 de agosto, dando la orden de enfilar las galeras y bombardear la ciudad y la escuadra enemiga, la población se asustó comenzando a salir de ella como podía, estorbando con ello a los militares quienes casi no podían devolver el fuego, al mismo tiempo otras galeras bombardeaban las fortalezas que daban guarda a la entrada, terminando por penetrar toda la escuadra española en la desembocadura del tajo, consiguiendo capturar unos setenta buques de guerra, entre ellos galeras y urcas, así como carabelas y galeones.

## Consecuencias
La victoria había sido absoluta, quedando casi toda la armada portuguesa en manos de la flota española comandada por el gran marino Don Álvaro de Bazán, gracias a ello las tropas de Fernando Álvarez de Toledo y Pimentel, qué recientemente también habían derrotado al ejército de Antonio en la batalla de Alcántara del 25 de agosto, pudieron entrar en Lisboa sin oposición.
Sin embargo Álvaro de Bazán no tuvo tiempo a descansar pues se tuvieron noticias de estar en navegación con rumbo a las islas Azores una escuadra de galeones que Portugal tenía hasta entonces acantonada en Brasil. Cuando don Álvaro supo de ello destacó diez galeras al mando de su hermano don Alonso de Bazán, para avisarle de la posible llegada de estas naves en ayuda de la capital. Don Alonso divisó a los galeones con el pabellón portugués, como su desventaja en poder artillero era mucha, optó por maniobrar, primero de vuelta encontrada para poder descargar su artillería y posteriormente de enfilada por la popa por la misma razón, les hizo mucho daño y está forma de combatir les obligó a forzar de vela poniéndolos en franca huida, por ser muy difícil poderlos apresar por su alto bordo, los navíos pusieron un rumbo alejado de la costa española para arribar al Sur de Francia, siendo ésta la última acción de la primera fase de conquista de Portugal.